# Acalypha mogotensis
Acalypha mogotensis é uma espécie de flor do gênero Acalypha, pertencente à família Euphorbiaceae.